# 신철호
신철호(辛轍浩, 1923년 9월 12일 ~ 1999년 6월 9일)는 대한민국의 기업인, 전 롯데그룹 사장이다.

## 생애
신격호 롯데 회장의 동생이자 전 롯데그룹 사장이었다 1967년 제과부문을 분리해 메론제과를 세워서 경영을 하지만 실패하고 이후 1999년 숙환으로 세상을 떠나게 된다.